# 田村市立都路中学校
田村市立都路中学校（たむらしりつみやこじちゅうがっこう）は、福島県田村市都路町に所在する市立中学校。

## 歴史
- 1947年（昭和22年）5月3日 - 都路中学校として設立
- 1955年（昭和30年）4月1日 - 岩井沢分校が独立（→岩井沢中学校、のち都路第二中学校に改称）
- 1959年（昭和34年）4月1日 - 都路第一中学校に改称
- 2004年（平成16年）3月 - 併合により都路第一中学校、都路第二中学校閉校
- 2004年（平成16年）4月 - 都路中学校開校
- 2005年（平成17年）4月1日 - 町村合併（田村市発足）により田村市立都路中学校となる
- 2011年（平成23年）3月11日 - 東日本大震災により3月31日まで休校

## 教育目標
「主体的に学び、豊かな心をもった生徒の育成」
- 【めざす生徒像】夢や志をもつ生徒、自ら学び考える生徒、心身ともに健康な生徒
- 【めざす学校像】夢や志を育む学校、学び合い高め合う学校、信頼され愛される学校
- 【めざす教師像】子どもの心に灯をつける教師